# 부활절 공세
부활절 공세(Easter Offensive)는 1972년 봄 - 여름 북베트남의 공세 또는 남베트남 문학에서 낭만적으로 묘사된 붉게 불타는 여름(베트남어: Mùa hè đỏ lửa)으로 알려져 있다. 부활절 공세는 베트남 전쟁 중 1972년 3월 30일에서 10월 22일 사이의 베트남 공화국 육군(ARVN, 이하 남베트남군)과 미군에 대항하여 베트남 인민군(PAVN, 이하 북베트남군)이 단행한 군사 작전이다.
이런 관습적인 침략(한국전쟁 당시 압록강을 건너 북한으로 들어간 중공군 30만 명 이후 최대 규모의 공격 작전)은 이전의 북베트남 공격 패턴으로부터 완전히 이탈한 것이었다. 이 공세는 전쟁에서 완전한 승리를 거두기 위한 것이 아니라 최대한 많은 영토를 획득하고, 남베트남군을 파괴하기 위한 것으로 1973년 〈파리평화협정〉에서 최대한 유리한 결론을 이끌어내기 위한 포석이었다.
1972년 미 최고사령부는 공격을 예상하고 있었지만, 공격 규모와 강도는 방어군의 균형을 잃게 했는데, 이것은 공격자들이 북베트남 군대의 대부분을 동시에 세 전선에서 공격했기 때문이다. 1968년 ‘뗏 공세’ 이후 북베트남이 남침을 시도한 첫 번째 시도는 전차와 중포의 지원을 받는 재래식 보병 공격으로 특징지어졌으며, 양측은 최신의 무기체계 기술을 동원했다.
남베트남 1군단 전술 지역에서 북베트남군은 한 달간의 전투를 통해 남베트남 수비군을 제압하고 꽝찌시를 점령한 뒤, 후에를 점령하기 위해 남쪽으로 이동했다. 북베트남군은 남베트남 2군단 전술 지역에서도 이와 유사하게 변경 수비군을 제거하고 바다로 통하는 길을 열어줄 꼰뚬성의 성도를 점령하기 위해 진격하여 남베트남을 둘로 갈라놓았다. 사이공의 북동부에 위치한, 3군단 전술 지역에서 북베트냠군은 록닌을 점령하고, 안록에 있는 빈롱성의 성도를 공격하기 위해 진격했다.
이 전역은 3단계로 구분할 수 있다. 4월은 북베트남이 진격하는 달이었다. 5월은 보합세를 이루는 달이 되었다. 6월과 7월에 남베트남군은 반격에 나서, 9월에 꽝찌시의 탈환으로 절정을 이루었다. 3개의 모든 전선에서 초기 성공을 거둔 북베트남은 많은 사상자, 불충분한 전술, 그리고 미국과 남베트남 공군력의 증가 등으로 인해 좌절되었다. 이 공세의 결과 중 하나는 1968년 11월 이후 미국이 최초로 북베트남을 지속적으로 폭격한 라인배커 작전이었다.
남베트남군은 지금까지 전쟁에서 가장 큰 시련을 견뎌냈지만, 북베트남군은 두 가지 중요한 목표를 달성했다. 첫째, 그들은 남베트남 내에서 값진 영토를 얻었다. 그곳에서 미래의 공격을 시작했고, 파리에서 진행되고 있는 강화 협상에서 더 좋은 협상 위치를 얻었다.